# Rhabdophyllum rigidum
Rhabdophyllum rigidum är en tvåhjärtbladig växtart som först beskrevs av De Wild., och fick sitt nu gällande namn av Farron. Rhabdophyllum rigidum ingår i släktet Rhabdophyllum och familjen Ochnaceae. Inga underarter finns listade i Catalogue of Life.